# Ulrike Kargus
Ulrike Kargus (* 26. Juni 1983 in West-Berlin) ist eine deutsche Schauspielerin.
Ulrike Kargus erhielt ihre Ausbildung zwischen den Jahren 2004 und 2007 an der Hamburger Schule für Schauspiel. Danach war sie dort für die Theaterproduktionen Kabale und Liebe, Hase Hase und Ein Sommernachtstraum in den Jahren 2005 und 2007 tätig. Es folgte 2007 ein Bühnenengagement am Theater an der Kö in Düsseldorf in dem Stück Blattschuss, bis sie im selben Jahr wieder nach Hamburg zurückkehrte und dort bis 2008 im Theaterstück Mörderische Hochzeit spielte.
Im Kino war Kargus bisher 2007 in dem Film Zadboom zu sehen. Ebenfalls stand sie im selben Jahr für den Kurzfilm Neuer Anfang vor der Kamera. Seit 2009 war sie festes Mitglied in der ARD-Telenovela Rote Rosen, in der sie bis 2010 die junge Pianistin Lena Weller spielte.

## Filmografie (Auswahl)
- 2009–2010: Rote Rosen (Telenovela, Serienrolle)
- 2016: In aller Freundschaft – Die jungen Ärzte (Fernsehserie, Folge Wahrheit oder nicht?)